# Sander Luiten
Sander Luiten (Rotterdam, 13 december 1974) is een Nederlands voetbaltrainer. 
Luiten werkte voor de KNVB als hoofddocent en was in het seizoen 2017/18 hoofdtrainer bij de vrouwen van Excelsior Barendrecht.
In seizoen 2018/19 begon hij als trainer van PSV vrouwen, in opvolging van Nebojša Vučković. Op 25 november 2020 verliet hij de club per direct vanwege privéomstandigheden en werd ad-interim opgevolgd door Rick de Rooij.
In het seizoen 2022/23 werd Luiten assistent-trainer bij de vrouwen van AFC Ajax.
1 Van Eijk ·
3 Van der Veen ·
4 Den Turk ·
6 Van de Velde ·
7 Van Egmond ·
8 Spitse  ·
9 Tolhoek ·
12 Van Hensbergen ·
13 Niënhuis ·
15 Kaagman ·
16 Noordman ·
17 Jansen ·
18 Keijzer ·
19 T. Hoekstra ·
20 Yohannes ·
21 Van Gool ·
22 Sabajo ·
23 Keukelaar ·
24 De Klonia ·
25 De Sanders ·
26 Kardinaal ·
27 Buikema ·
31 Van der Wal ·
Coach: De Reus
· Assistent-coach: Luiten